# Daniela Atehortua
Daniela Atehortua Hoyos (El Santuario, Antioquia, 30 de marzo de 1999) es una ciclista profesional colombiana. Actualmente corre para el equipo colombiano de categoría amateur el Colnago CM Team.

## Palmarés
2017
- Campeonato Panamericano en Ruta Junior
- Campeonato de Colombia de Ciclismo en Ruta Junior

2019
- 1 etapa de la Vuelta a Colombia

## Equipos
- Colnago CM Team (2020)